# Endel Nirk
Endel Nirk (Koorküla, 1925. december 15. – Tallinn, 2018. április 15.) észt irodalomtörténész, kritikus, író.

## Élete
Szülei gazdálkodók voltak. 1933 és 1938 közt a koorkülai általános iskolában tanult, 1938 és 1943 közt a Tõrva-i gimnázium (Tõrva Gümnaasium) tanulója volt. 1944 és 1949 közt a Tartui Egyetem Történettudományi és Nyelvtudományi karának hallgatója volt, észt filológusi diplomát szerzett. Filológiai kandidátusi fokozatát 1959-ben, filológiai doktori címét 1971-ben szerezte meg. A második világháborúban, 1943 és 1944 közt mozgósították a német hadseregbe.
1949 és 1953 között Tallinnban a Sirbi ja Vasara szerkesztőségében dolgozott. 1953-tól a Nyelv és Irodalom intézetének munkatársa lett, ahol 1953–1962 közt kutató, az októberi forradalom előtti irodalom részlegének vezetője, 1968 és 1972 közt az irodalomelméleti részleg vezetője volt. 1972 és 1976 közt valamint 1983-tól hivatásos író, 1955-től az Észt Írószövetség tagja. 1980-ban ő is aláírta a 40 értelmiségi levelét.

## Munkái
- "Eduard Bornhöhe", 1961
- "Friedrich Reinhold Kreutzwald", 1961
- "Teemad variatsioonidega", 1964
- "Kreutzwald ja eesti rahvusliku kirjanduse algus", 1968
- "Eesti kirjanduse biograafiline leksikon" 1975
- "Kaanekukk", 1977
- "Mosaiikvõlv", 1978
- "Eesti kirjandus", 1983
- "Avardumine",1985
- "Tabelinus", 1990
- "Teeline ja tähed. Eurooplase Karl Ristikivi elu", 1991

## Fordítás
- Ez a szócikk részben vagy egészben  a(z)   Еndel Nirk című észt Wikipédia-szócikk ezen változatának fordításán alapul.  Az eredeti cikk szerkesztőit annak laptörténete sorolja fel. Ez a jelzés csupán a megfogalmazás eredetét és a szerzői jogokat jelzi, nem szolgál a cikkben szereplő információk forrásmegjelöléseként.